# Єнс-Петер Берндт
Єнс-Петер Берндт (нім. Jens-Peter Berndt, 17 серпня 1963) — німецький плавець.
Учасник Олімпійських Ігор 1988 року.
Призер Чемпіонату світу з водних видів спорту 1982 року.
Призер Чемпіонату Європи з водних видів спорту 1983 року.